# Подберезье (Борисовский район)
Подберезье (бел. Падбярэззе) — деревня в Борисовском районе Минской области Беларуси. Входит в состав Пригородного сельсовета.

## География
Деревня находится в северо-восточной части Минской области, к востоку от реки Начи, при автодороге Н-8124, на расстоянии приблизительно 8 километров (по прямой) к северу от города Борисов, административного центра района. Абсолютная высота — 192 метра над уровнем моря. Площадь населённого пункта — 0,4991 км².

## История
В 1897 году входила в состав Борисовского уезда Минской губернии, насчитывалось 22 двора и 165 жителей. В 1908 году была открыта земская школа.
По состоянию на 1909 год, в Подберезье имелось 22 двора и проживало 159 человек. В административном отношении деревня входила в состав Бытчанской волости.
С 20 августа 1924 года в составе Житковского сельского совета, с 1926 года — в составе Кищинаслободского сельсовета Борисовского района. В 1930 году, в ходе проведения коллективизации, был образован колхоз.
С 8 февраля 2010 года в составе Пригородного сельсовета.

## Население
По данным переписи 2019 года, в деревне проживало 118 человек.
| Год  | Население, человек |
| ---- | ------------------ |
| 1858 | 32                 |
| 1897 | ↗ 165              |
| 1909 | ↘ 159              |
| 1917 | ↗ 221              |
| 1926 | ↗ 257              |
| 1960 | ↗ 312              |
| 1988 | ↘ 124              |
| 2008 | ↘ 131              |
| 2009 | ↗ 134              |
| 2019 | ↘ 118              |